# 1993 SB15
1993 SB15 är en asteroid i huvudbältet som upptäcktes den 19 september 1993 av den amerikanske astronomen Henry E. Holt vid Palomarobservatoriet.
Asteroiden har en diameter på ungefär 6 kilometer och den tillhör asteroidgruppen Eunomia.